# Maestro de Meßkirch

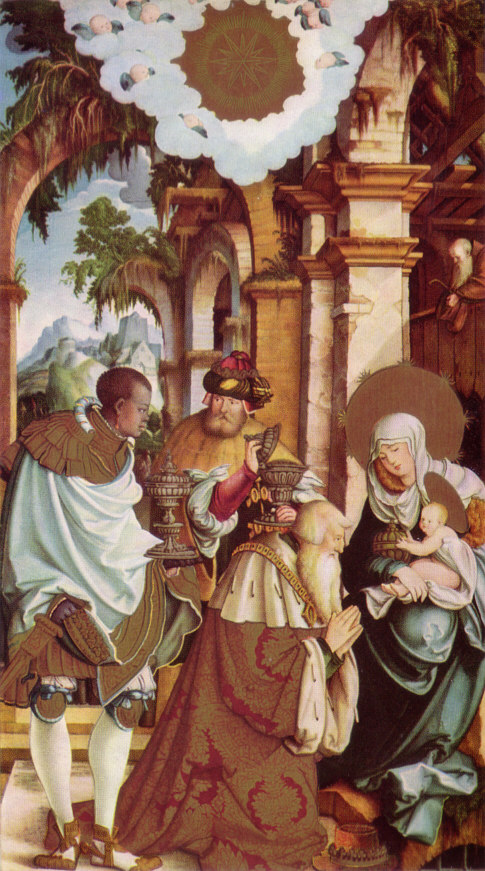
Epifanía, ca. 1538.

Maestro de Meßkirch es la denominación historiográfica de un pintor alemán activo entre 1515 y 1540, denominado así por los once retablos (uno principal y diez auxiliares) que pintó para la parroquia de San Martín (Stadtpfarrkirche Sankt Martin) de Meßkirch y que pueden datarse al final de esde periodo, entre 1536 y 1540.
En ausencia de datos biográficos, sólo pueden hacerse asociaciones estilísticas, que le aproximan al círculo de Alberto Durero o a la escuela de Ulm, por lo que se le presume formado en alguno de esos entornos, donde podría haber recibido la influencia del arte del norte de Italia anterior a 1530 que se señala en su obra. Se ha propuesto identificarle con maestros de la época, como Hans von Kulmbach y Hans Leonhard Schäufelein. Otros nombres propuestos, como los de Jörg o Jerg Ziegler, Wilhelm Ziegler, or Marx Weiß se han descartado; y algunos otros se mantiene como posibles, como Joseph Weiß o Peter Strüb el Joven, activo en Veringenstadt entre 1528 y 1540, hijo de Peter Strüb el Viejo y hermano de Jakobs y Hans, a quienes se propone identificar, por su lado, con el denominado Maestro de Sigmaringen.

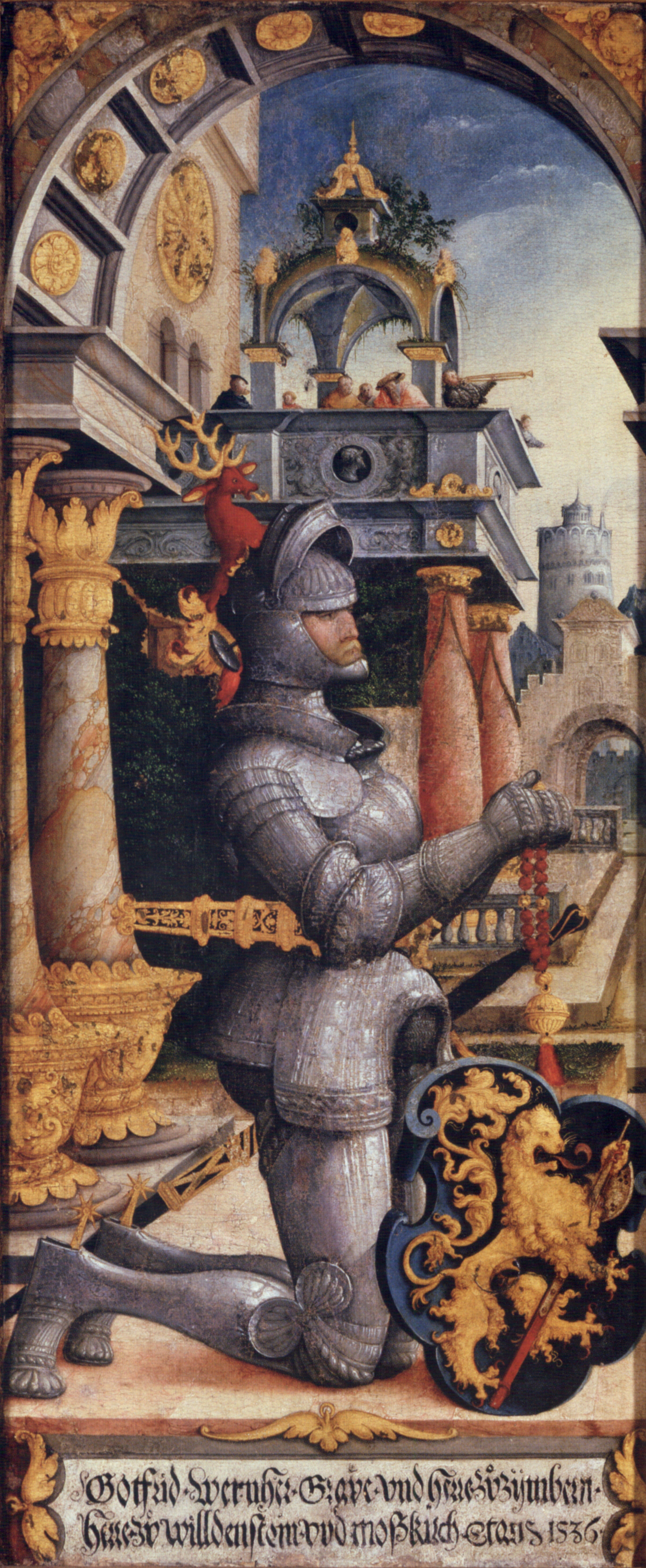
Retrato como donante del conde Gottfried Werner von Zimmern, ca. 1536, óleo sobre tabla, ala izquierda del Retablo Wildsteiner.

La primera obra que puede asociarse con el maestro de Meßkirch parece ser un encargo del conde Eitel Friedrich III de Hohenzollern en Veringenstadt. Posteriormente se realizó el encargo de Meßkirch, del conde Gottfried Werner von Zimmern.
Características de su estilo son las proporciones manieristas de sus figuras. Su cromatismo pasa de ser brillante e iridiscente en una primera época, a hacerse más calmado y mudo en sus últimas obras.
Entre las obras que se identifican como de su mano están:
- El retablo Falkenstein (1525)[6]
- Los frescos del coro de la abadía cirtesciense de Heiligkreuztal[7] (1532–35)[8]
- El retablo de la Stiftskirche de San Martín de Meßkirch, cuyos más de cuarenta paneles se han disgregado por distintos museos en Europa y América.